# Ėlektronorgtechnika
Ėlektronorgtechnika (in russo Всесоюзное Объединение «Электроноргтехника»?, Vsesojuznoe Obʺedinenie «Ėlektronorgtehnika»), nota con l'abbreviazione ĖLORG (Элорг), è stata un'azienda pubblica dell'Unione Sovietica con il monopolio sull'importazione e l'esportazione di hardware e software per computer.

## Storia
L'azienda fu fondata nel 1971 dal Ministero del commercio estero dell'Unione Sovietica e si occupava dell'esportazione dei prodotti Ėlektronika. Nello stesso anno, la ĖLORG iniziò la distribuzione dei computer Agat e IBM nel mercato interno.
La ĖLORG è stata la principale licenziataria del popolare videogioco Tetris, realizzato da Aleksej Pažitnov all'Accademia delle scienze dell'URSS. Quando il gioco divenne di proprietà stato dello Stato, tutti i diritti furono acquisiti dalla stessa ĖLORG.
Nel 1989, l'azienda fu separata dal Ministero del commercio estero e nel 1991 venne privatizzata dal suo direttore, Nikolaj Belikov. Dopo la dissoluzione dell'Unione Sovietica, la compagnia è stata partner della Tetris Company, azienda fondata da Pažitnov e dall'imprenditore Henk Rogers e detentrice dei diritti di Tetris. La ĖLORG possedeva il 50% della compagnia fino a quando Rogers e Pažitnov non hanno rilevato la sua quota.
Nel gennaio 2005, la Tetris Company acquistò l'azienda per 15 milioni di dollari.

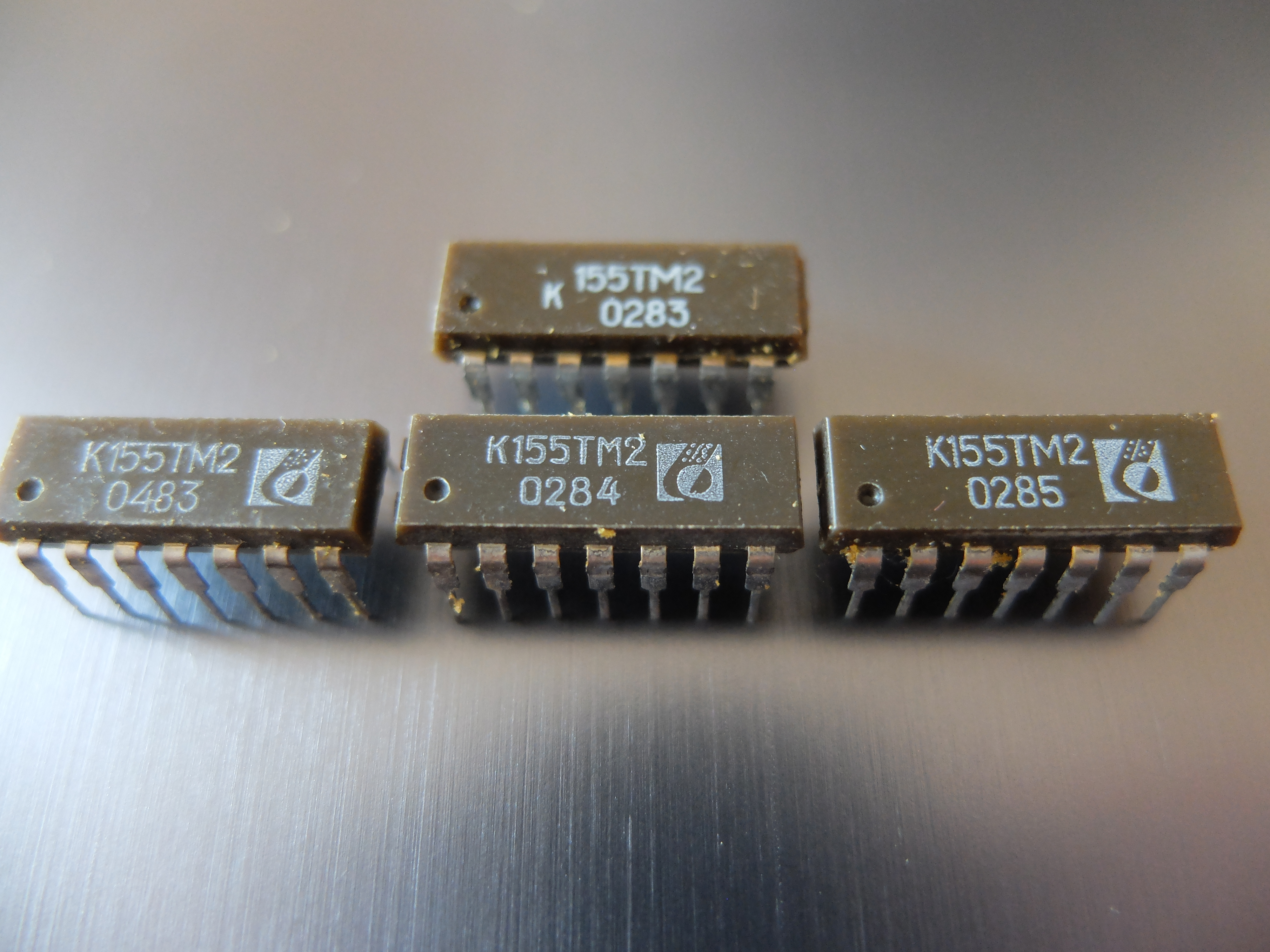
Circuiti integrati con il marchio della ĖLORG.
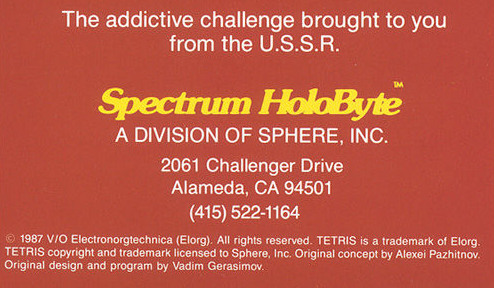
Avvertenza del copyright sul retro di una copia di Tetris, 1987.